# Macroglossum sitiene
Espèce
Macroglossum sitiene est une espèce de lépidoptères (papillons) de la famille des Sphingidae, de la sous-famille des Macroglossinae, de la tribu des Macroglossini, de la sous-tribu des Macroglossina, et du genre Macroglossum.

## Description
Imago
L'envergure varie de 46 à 56 mm. Le thorax est vert olive. Les ailes antérieures sont sans teinte rougeâtre et la bande antémédiale est remplie de noir et recourbée le long de la marge interne. Les deux premières lignes postmédiales sont plutôt plus inclinées en dessous de la côte. Il y a une strie subapicale noire et une tache sur le segment terminal de l'abdomen fortement développé. Une bande jaune peut être vu sur les ailes postérieures. La face ventrale montre  trois lignes transversales sur l'aile postérieure
Chenille et crysalide
La chenille est polymorphe, avec des formes vertes et brunes. La corne est longue et légèrement incurvée. La tête et le thorax de la chrysalide sont gris gris verdâtre et le reste du corps est gris brunâtre.

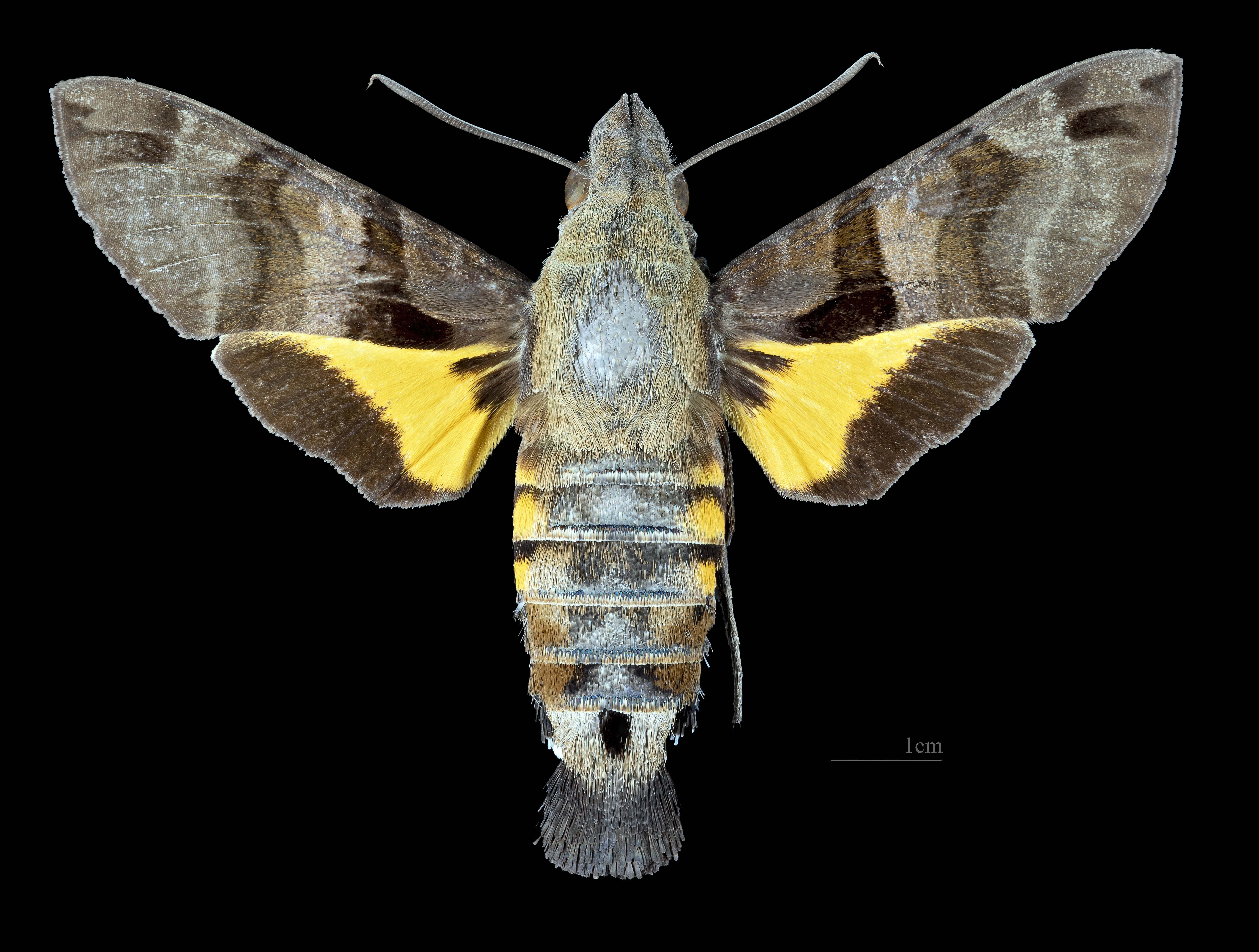
Vue dorsale (coll.MHNT)
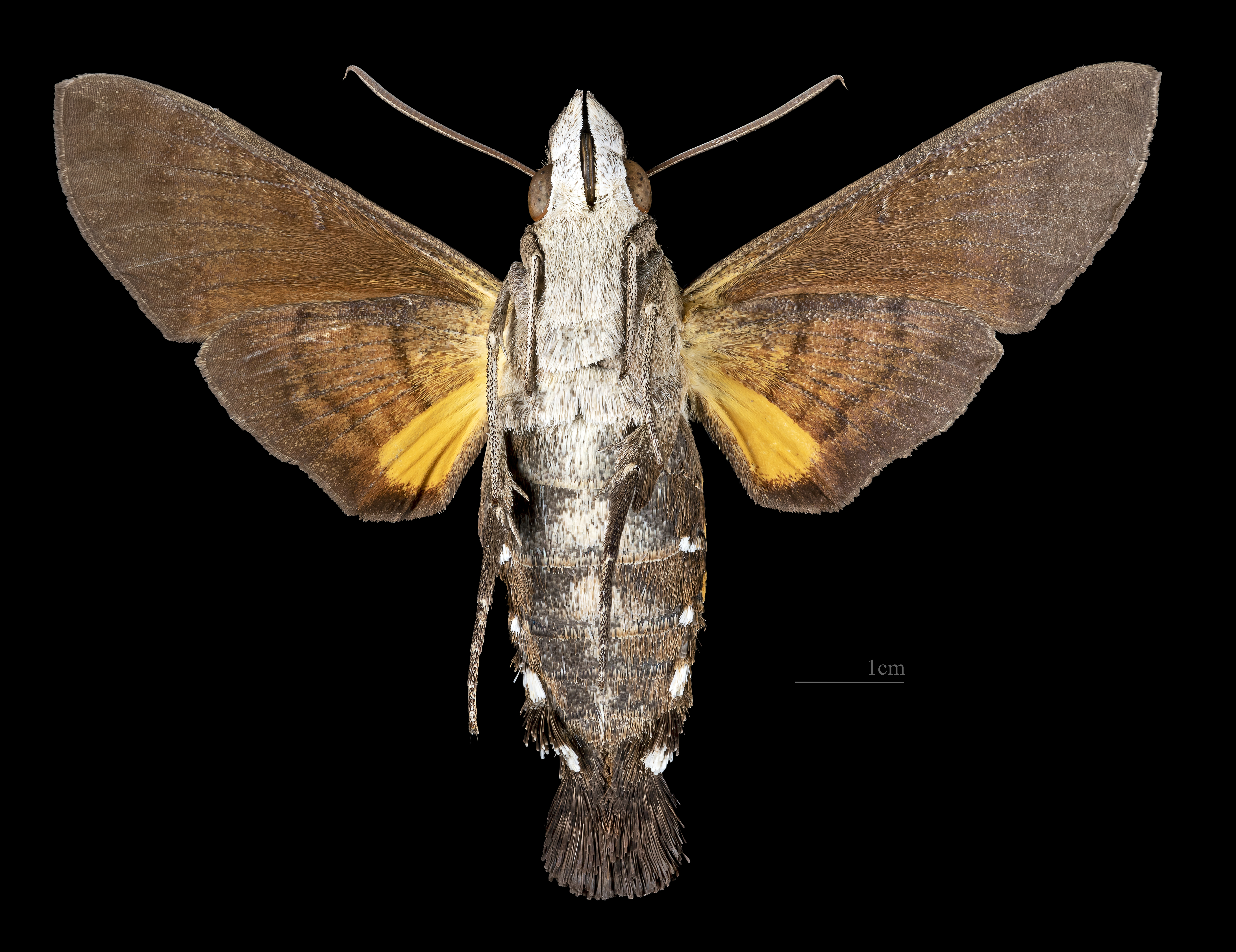
Vue ventrale (coll.MHNT)
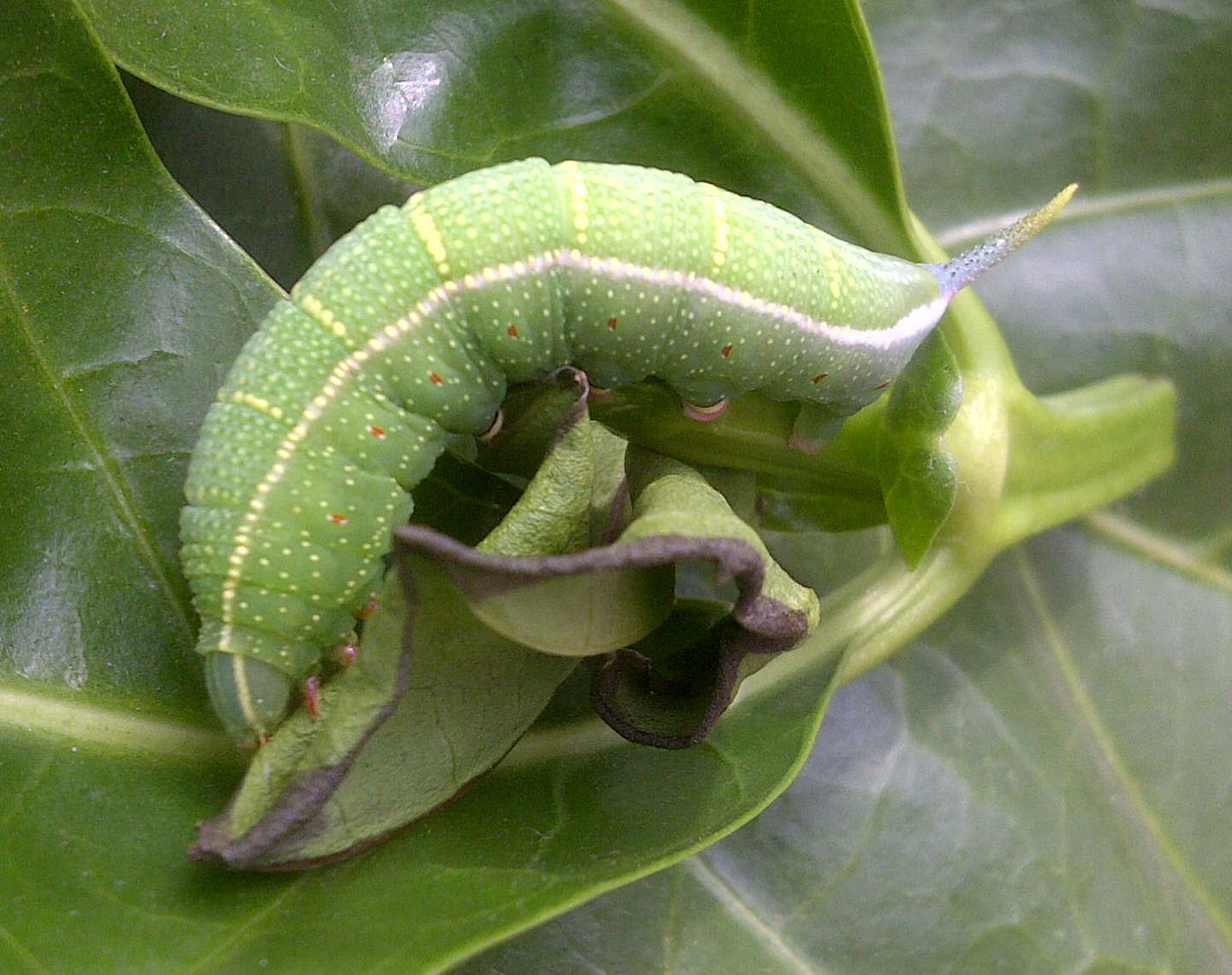
La chenille

## Répartition et habitat
Répartition
L'espèce est connue au Sri Lanka, dans l'Inde orientale, au Bangladesh, en Birmanie, en Thaïlande, dans le Sud de la Chine, à Taïwan, dans le Sud du Japon (archipel des Ryukyu), au Vietnam, en Malaisie et en Indonésie .

## Biologie
Les chenilles se nourrissent sur le genre Morinda.

## Systématique
L'espèce Macroglossum sitiene a été décrite par le naturaliste britannique Francis Walker en 1856 sous le nom initial de Macroglossa sitiene.

### Synonymie
- Macroglossa sitiene Walker, 1875 Protonyme
- Macroglossa sitiens Boisduval, 1875
- Macroglossa sinica Boisduval, 1875
- Macroglossa orientalis Butler, 1876
- Macroglossa nigrifasciata Butler, 1875